# Ptilostemon diacantha
Ptilostemon diacantha là một loài thực vật có hoa trong họ Cúc. Loài này được (Labill.) Greuter miêu tả khoa học đầu tiên năm 1967.